# Ovčar Banja
Ovčar Banja (en serbe cyrillique : Овчар Бања) est un village de Serbie situé sur le territoire de la Ville de Čačak, district de Moravica. Au recensement de 2011, il comptait 113 habitants.

## Géographie
Ovčar Banja est une station thermale située sur la route européenne E761 à 18 km de Čačak et à 150 km de Belgrade. Le village se trouve dans la gorge d'Ovčar-Kablar traversée par la Zapadna Morava ; situé dans une région très boisée, il est entouré par les monts Ovčar (985 m) et Kablar (889 m).

## Histoire
Ovčar Banja était déjà connue pendant la période turque de l'histoire de la Serbie ; le village est notamment mentionné par le voyageur ottoman Evliya Çelebi au XVIIe siècle.

## Démographie

### Évolution historique de la population
| 1948 | 1953 | 1961 | 1971 | 1981 | 1991 | 2002 | 2011 |
| ---- | ---- | ---- | ---- | ---- | ---- | ---- | ---- |
| 185  | 241  | 310  | 191  | 203  | 184  | 168  | 113  |

|  |

## Thermalisme
La station thermale d'Ovčar Banja possède des eaux à une température comprise entre 36 et 38 °C, avec un pH de 7 et un taux de minéralisation de 0,66 milligramme par litre. On y soigne les maladies rhumatismales, les rhumatismes dégénératifs, la spondylarthrite ankylosante, l'arthrose, mais aussi les maladies du système nerveux.

## Tourisme
Par ses paysages et la richesse de sa faune et de sa flore, la gorge d'Ovčar-Kablar constitue une destination appréciée des touristes. Ovčar Banja est également située à proximité des neuf monastères orthodoxes serbes d'Ovčar-Kablar, construits aux XIVe et XVe siècles ; en raison de leur nombre, la région a reçu le surnom de Petit Athos serbe.